# Malé Galago

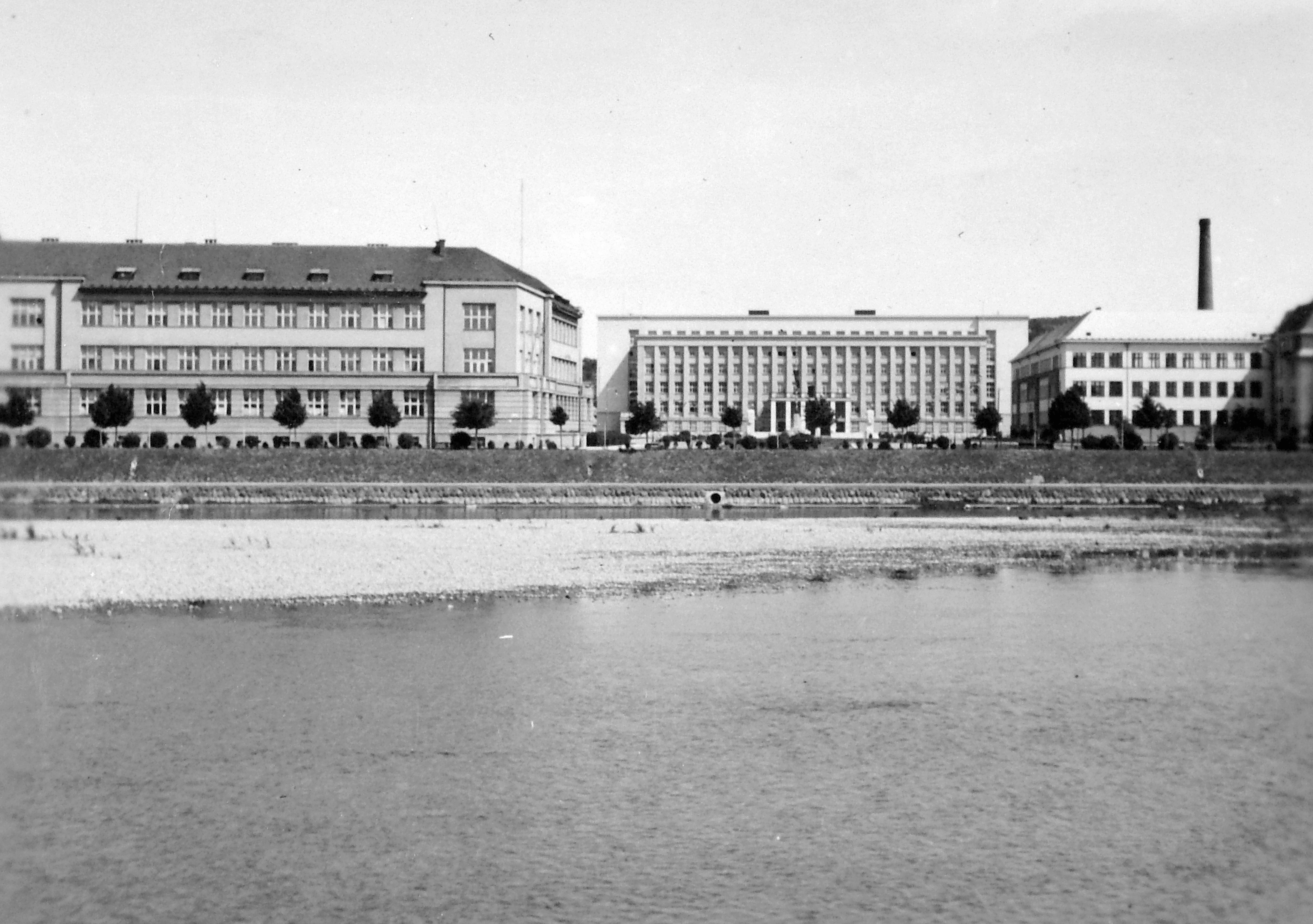
Pohled na Malé Galago nedlouho po dokončení.

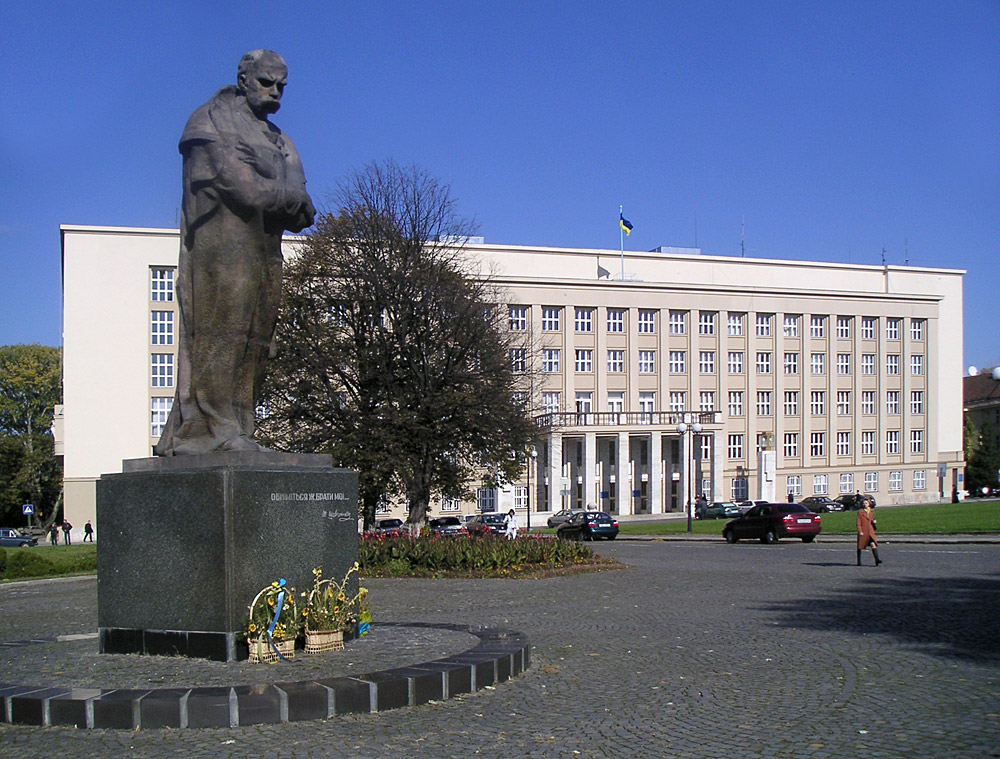
Budova Oblastní rady se sochou Tarase Ševčenka.

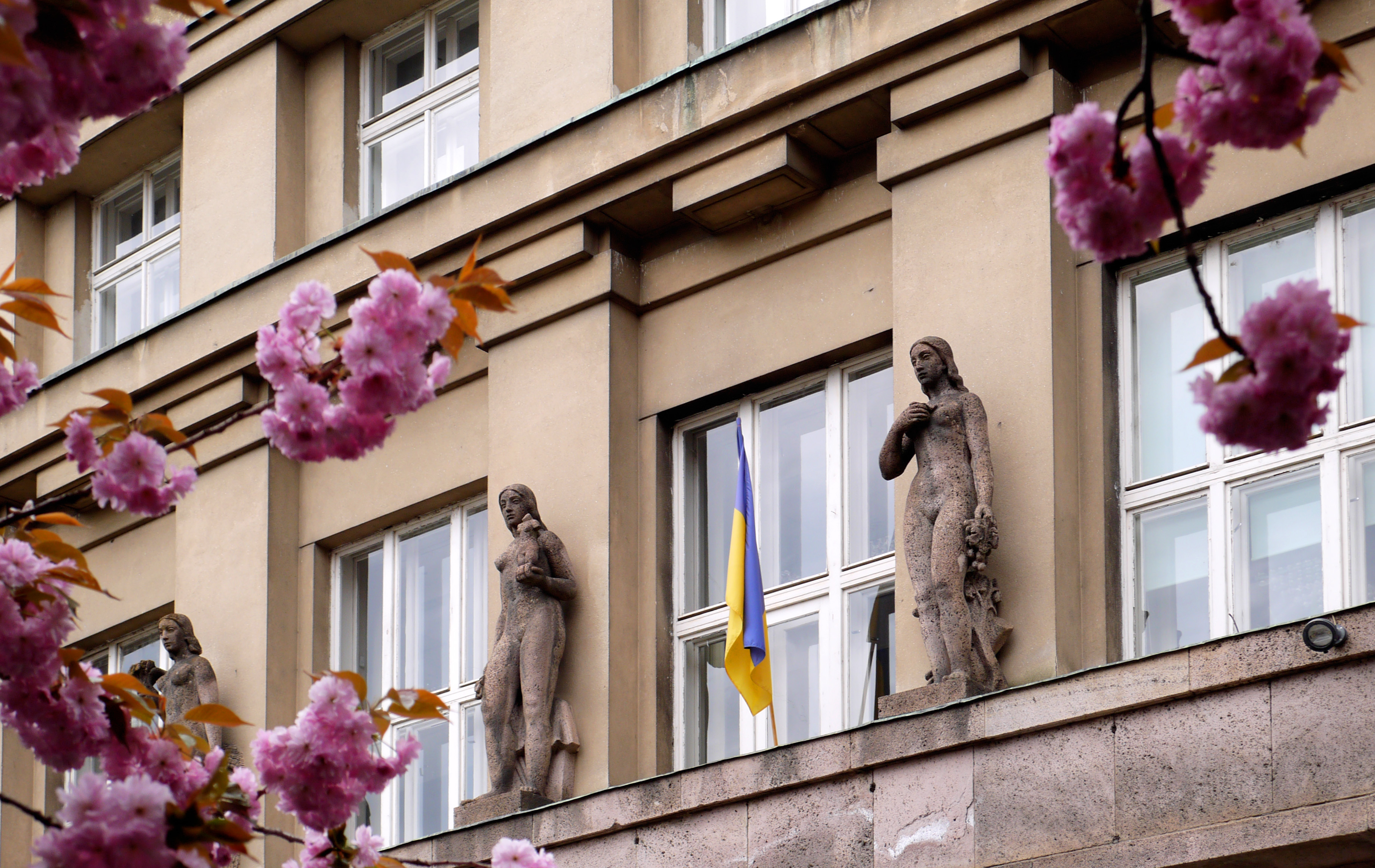
Budova banky na jaře.

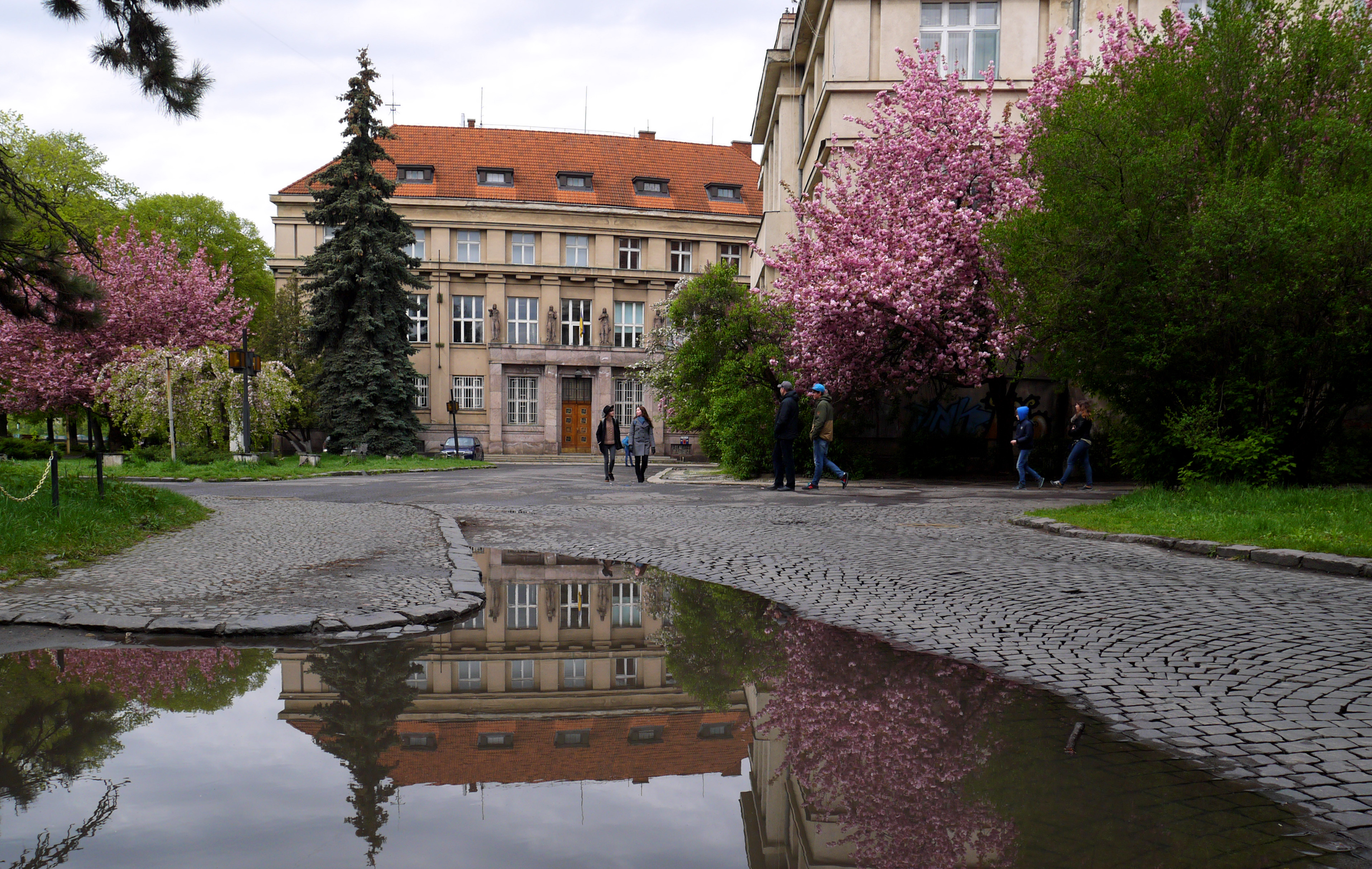
Malé Galago na jaře.

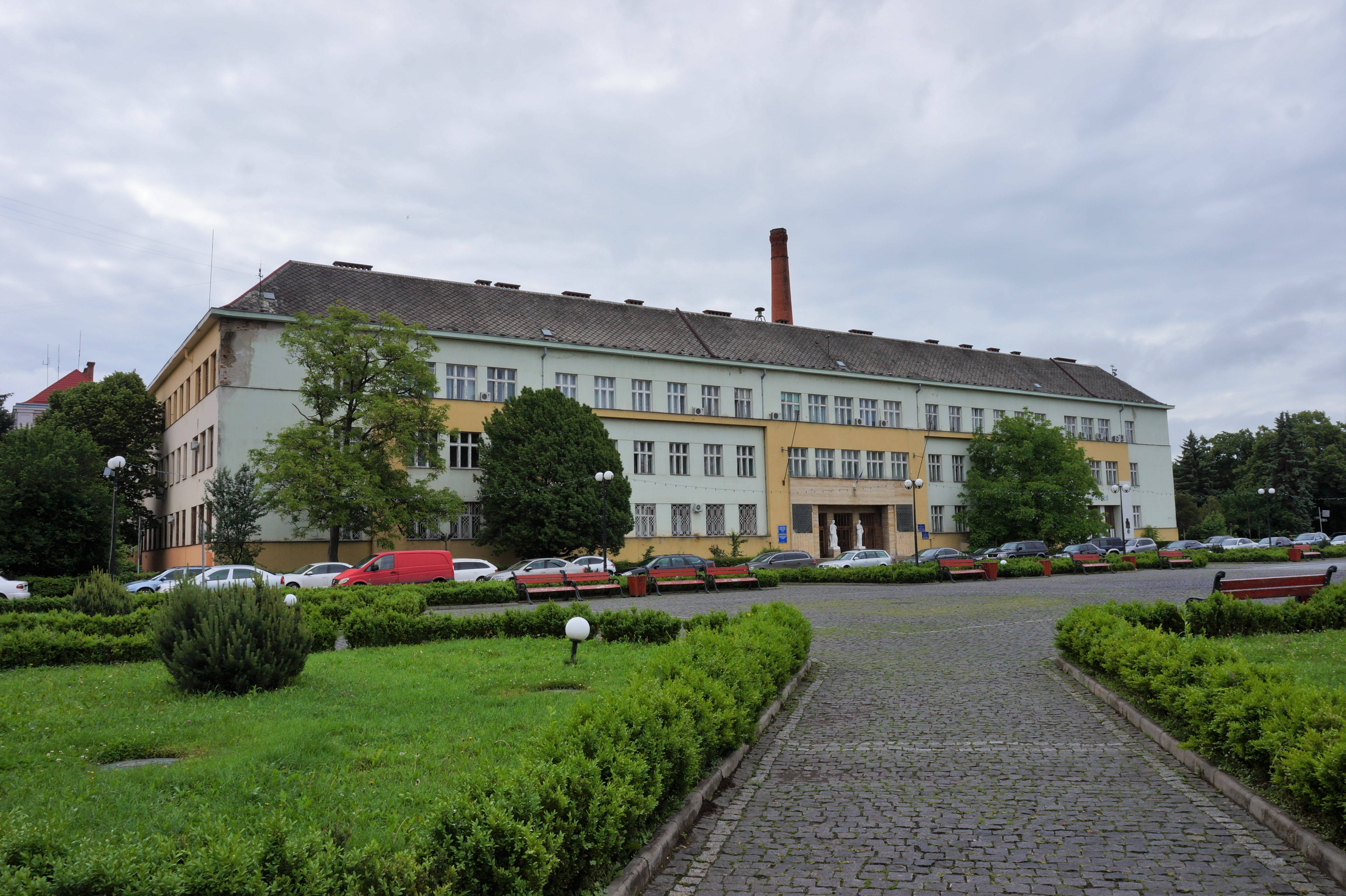
Budova soudu.

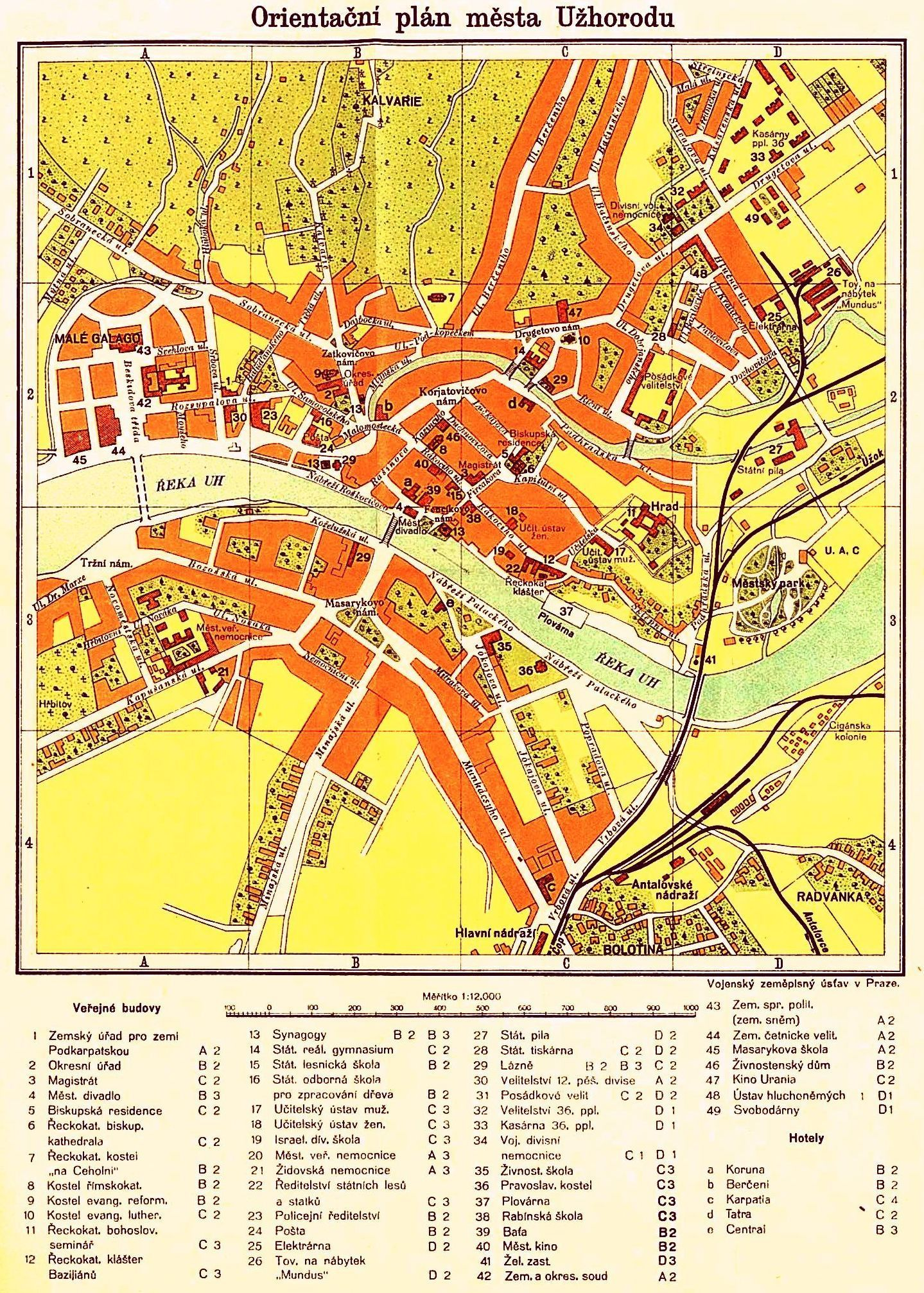
Malé Galago na meziválečné československé mapě města s nikdy nerealizovaným dominantním mostem přes řeku Uh.

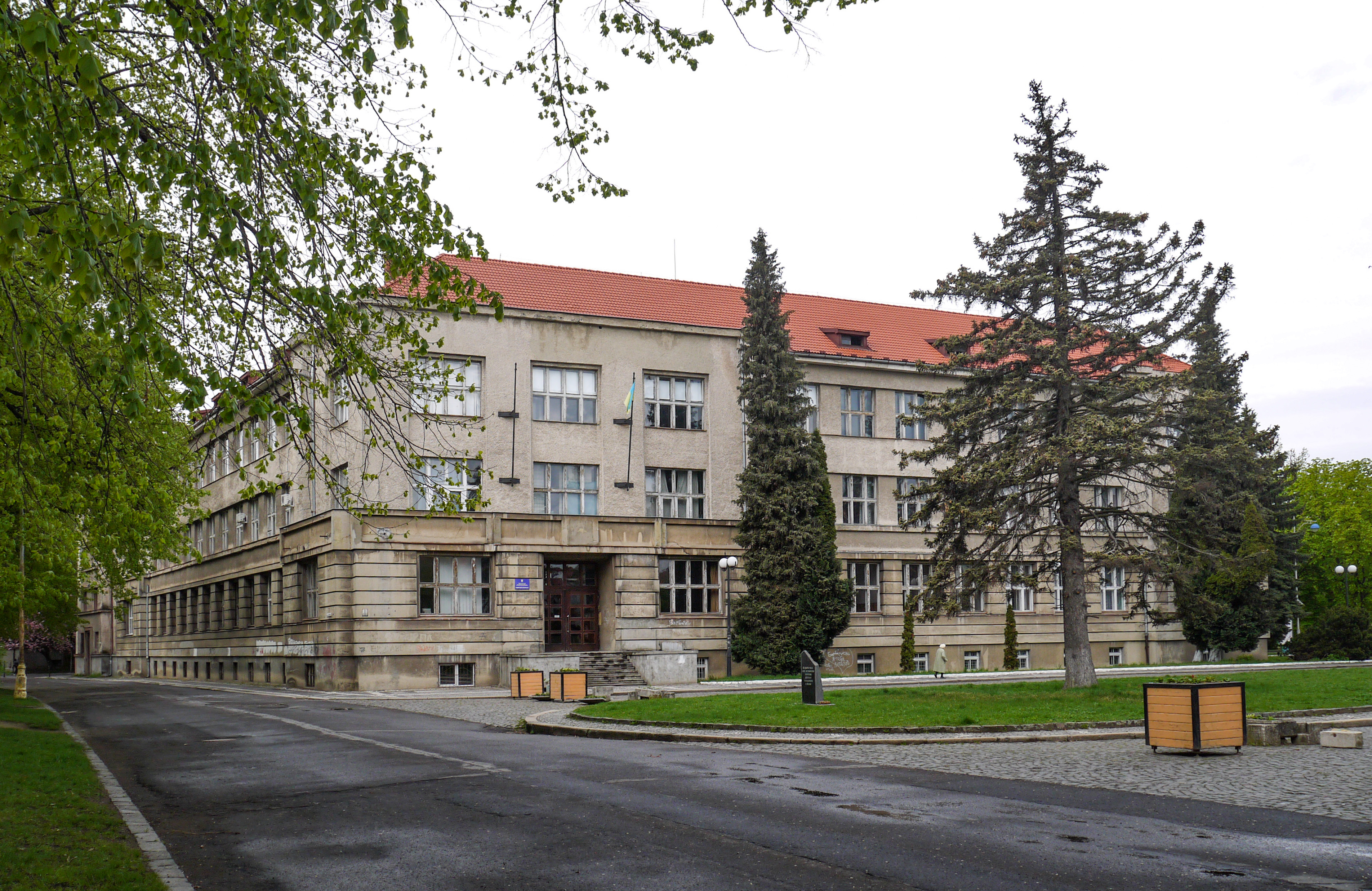
Bývalá budova četnické stanice.

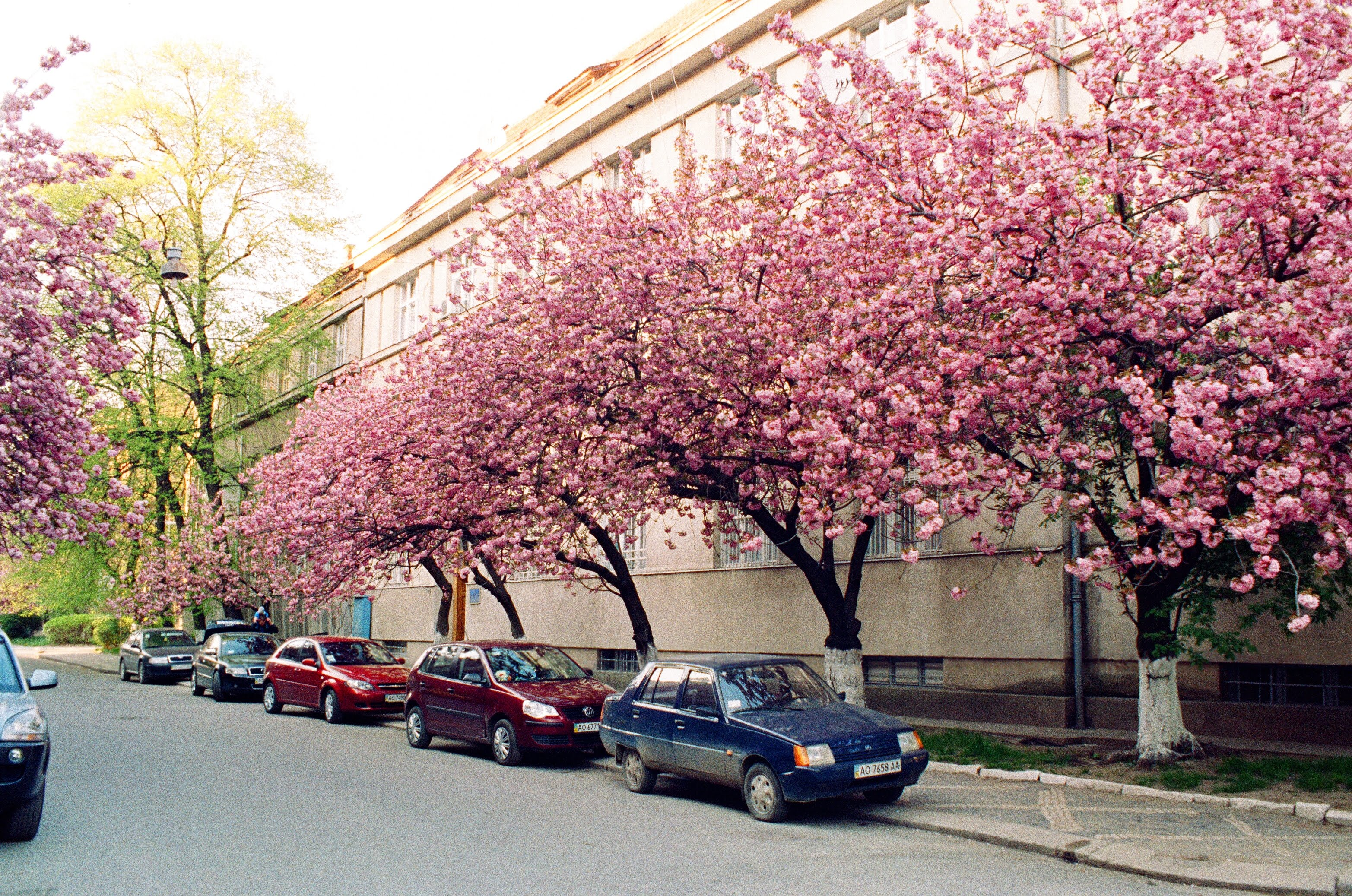
Ulice Malého Galaga na jaře.

Malé Galago (ukrajinsky Малий Ґалаґов, maďarsky Kis-Galagó, slovensky Malý Galagov) je část ukrajinského města Užhorod. Vzniklo v 20. letech 20. století jako administrativně-správní čtvrť pro správu Podkarpatské Rusi. Většina místních budov byla budována v 20. a 30. letech během existence První československé republiky; stavby navrhli tehdejší českoslovenští architekti. Někdy se mu přezdívá také Česká čtvrť.

## Název
Název lokality Galago pochází z italského slova lago pro jezero. Označili jej tak nejspíše Drugethové, kteří zde hospodařili během období existence uherského státu. Název vznikl pravděpodobně někdy v 16. nebo 17. století, kdy zde vznikla po povodni zaplavená plocha, která Drughethům připomínala jezero. Často se zde pěstovala také zelenina.
Někdy se mu přezdívá také Česká čtvrť. Místní rovněž občas používají označení Malé Dejvice; mnohdy bez znalosti historické souvislosti i faktu, že existují Dejvice v Praze.

## Přírodní poměry
Nachází se na pravém břehu řeky Uh, západně od centra hlavního města Zakarpatské oblasti, tj. po proudu řeky. Původní plánované město vymezovala ulice Juriji Hojda, která vytváří nápadný půlkruh oddělující Malé Galago od Sobranecké ulice. Dále na sever se nachází vrch Kalvárie. V budově, kde vznikl zemský a okresní soud byla nicméně přerušena a zástavba pokračuje východním směrem až k původnímu konci města. Malé Galago zde vede až k Poštovnímu náměstí. Jižní hranici představuje řeka Uh a z jihozápadní potom Masarykův most.

## Historie

### Nejstarší období
Na konci 18. století tudy podle map prvního vojenského mapování teklo jedno z ramen řeky Uh. 
Na prostoru dnešního Malého Galaga se nacházely dlouho louky a podle map druhého vojenského mapování také ostrov, který byl od pravého břehu řeky Uh oddělen úzkým ramenem řeky. Jeho tvar měl podobu dnešní ulice Jiriji Hojda a také předurčil její budoucí vymezení. Celá oblast byla podmáčená.

### Meziválečný rozvoj
Po připojení území dnešní Zakarpatské oblasti k ČSR v roce 1919 nová republika dospěla k závěru, že pro Podkarpatskou Rus neexistují potřebné správní budovy, kde by mohly sídlit regionální úřady. Projekt nové čtvrti byl svěřen architektovi Adolfu Liebscherovi, který vyprojektoval v roce 1921 prostor na břehu řeky Uh ve tvaru podkovy. Měly se zde nacházet správní budovy, obytné ale i kulturní stavby. Projekt byl realizován dva roky po připojení oblasti k Československu a po vytvoření civilní správy. Československá vláda na výdajích na nové správní město nešetřila.
Nové stavby zde začaly vznikat v první polovině 20. století; první dům byl dokončen roku 1923. Kromě nových domů zde vznikly široké dlážděné ulice a bylo zregulováno koryto řeky. Terénní práce byly náročné, neboť bylo nezbytné odvodnit podmáčené břehy řeky a zregulovat tok Uhu. Některé z nich trvaly až do roku 1936 a náklady byly ve výši 9 milionů tehdejších korun.
První stavby, jako např. dočasná budova Zemského úřadu (pro Podkarpatskou Rus) ještě odkazovaly na rondokubismus v československé architektuře, pozdější objekty měly klasicizující rysy a odpovídaly plně duchu funkcionalismu. Díky tomu tak čtvrť tvoří směsici různých stylů své doby. Mezi ně patřil např. Zemský a okresní soud, Správa národní banky nebo Dům lidového zdraví. Zástavba byla realizována směrem od východu k západu. Dominantou na hlavním náměstí (dnes Národním náměstí, ukrajinsky Народна Площа) se stala budova současné Oblastní rady, kde měl sídlit Zemský úřad již definitivně. Národní náměstí se tehdy jmenovalo Beskidova třída. Dnes zde sídlí správa Zakarpatské oblasti. Kromě správních budov zde vznikla i řada obytných domů, např. Rafanda a další. Čtvrť měla i vlastní polikliniku. Na projektu nových domů, které měly Užhorod pozvednout do podoby jednoho z nejvýznamnějších měst Československa, resp. zemskou metropoli, se podíleli nejvýznamnější architekti své doby, jako např. Josef Gočár, Adolf Liebscher, Bohumil Sláma nebo František Krupka. Po něm zde bylo pojmenováno dokonce i náměstí.
Stanislav Kostka Neumann Malé a Velké Galago v jedné ze svých prací označil za pevnosti české byrokracie.

### Maďarská okupace
Projekt čtvrti se ve své původní podobě ovšem nepodařilo nikdy dokončit, některé bloky zůstaly nezastavěny. Nevznikl např. nový silniční most, který by navazoval na Beskidovu třídu v ose budovy Zemského úřadu (dnes Oblastní správy). Budovu reálného gymnázia a divadla se realizovat nepodařilo, neboť roku 1938 muselo Československo v První vídeňské arbitráži postoupit Maďarsku a zemskou správu přesunout do Chustu. O Malé Galago tak země zcela přišla. Maďarské mapy z druhé světové války nerozlišovaly mezi Malým a Velkým Galagem a uváděly ho souborně pod názvem Galagó. Nápadná nicméně byla regulace řeky Uh při této čtvrti, která dále směrem na západ (ke slovenské hranici) již nepokračovala.

### Připojení k SSSR
Po roce 1945 se stala čtvrť spolu s celou bývalou Podkarpatskou Rusí součástí SSSR. Sovětský svaz příliš nezměnil charakter čtvrti; v 60. nebo 70. letech však nechal na centrální sochu umístit sochu Lenina, která zde stála až do roku 1991.
Již Sovětský svaz udělil části oblasti památkovou ochranu. Jednalo se ale o statut plošný, jednotlivé budovy chráněné nebyly.

### Současnost
Většina staveb se dochovala do současnosti, slouží oblastní správě, některé byly rekonstruovány a zapsány dokonce i jako kulturní památky. V roce 2002 zde byla odhalena busta TGM a v roce 2012 bylo nedalekému silničnímu mostu vráceno pojmenování po Masarykovi. Z hlediska regionálního významu architektury je srovnávaná s meziválečným rozvoje města Kaunas v Litvě nebo sídlišti z 30. let 20. století v Záporoží.
Od roku 2003 v parku nachází busta Tomáše Garrigua Masaryka, jako náhrada původní sochy TGM na Masarykově náměstí v Užhorodu z roku 1928 
V roce 2018 navrhl starosta Užhorodu, aby byla čtvrť zapsána na seznam památek UNESCO. I přes svoji svébytnost a architektonickou specifičnost, vnímanou především v Česku a na Slovensku však lokalita nemá rozvíjený turistický potenciál, nenachází se např. v turistických brožurách a průvodcích apod. Místní vnímají jako atraktivní architekturu jiné, většinou starší styly, povědomí o modernistické architektuře a např. rondokubismu je tak poměrně nízké.
I přesto, že budovy jsou památkově chráněné, bývají někdy po částech nevhodným způsobem přestavovány a rekonstruovány, čímž se ztrácí původní vyznění a podoba celé lokality.

## Administrativa
Lokalita je známá jen z hlediska své architektonické specifičnosti a historického významu. Město Užhorod není rozdělené na žádné místní části, a tak Malé Galago nemá žádnou samosprávu. 

## Zeleň a životní prostředí
V prostoru nikdy nerealizovaných budov okolo objektu původní Zemské (dnes oblastní) rady se nachází park Malého Galaga a náměstí Františka Krupky (ukrajinsky сквер Франтішека Крупки).
Nábřeží má podobu jedné velké lipové aleje, která je v Užhorodu známá a pokračuje z Malého Galaga až do středu města. 

## Doprava
Malé Galago obklopuje několik rušných ulic (Sobranecká, Mytná) kde je provozována autobusová doprava. Ulicemi Malého Galaga nicméně žádné autobusové spoje nejsou provozovány. Lokalita je průjezdná pro automobilovou dopravu.

## Významné budovy
- Dočasná budova Zemského úřadu
- Dům lidového zdraví
- Hlavní pošta
- Budova oblastní rady
- Rafanda
- Správa národní banky
- Zemský a okresní soud
- Budova četnické správy
- Masarykova škola
- Dům pro vojenské gážisty.[23]
- Dům poštovních úředníků[2]